# Pseudepipona chlorotia
Pseudepipona chlorotia är en stekelart som först beskrevs av Spinosa.  Pseudepipona chlorotia ingår i släktet Pseudepipona och familjen Eumenidae. Inga underarter finns listade i Catalogue of Life.